# F1 23
F1 23 ist das offizielle Videospiel der Formel-1-Weltmeisterschaft 2023, das von Codemasters entwickelt und von EA Sports veröffentlicht wird. Es ist der 15. Titel in der F1-Reihe.
Das Spiel erschien am 16. Juni 2023 für Microsoft Windows, PlayStation 4, PlayStation 5, Xbox One und Xbox Series X/S.

## Spielprinzip
Grundsätzlich fährt man in verschiedenen Modi mit Formel-1- und Formel-2-Boliden auf den offiziellen Strecken der Session 2023 und ein paar Fan-Lieblingen.

### Modi
- Braking Point 2: Siehe weiter unten: Braking Point 2
- Fahrerkarriere: In der Fahrerkarriere fährt man als neuer Fahrer in der Formel 1, wahlweise kann man auch in der Formel 2 beginnen.
- MyTeam-Karriere: Dies ist quasi eine Fahrerkarriere, nur, das man als elftes Team antritt und zusätzlich noch mehr managen muss.
- Koop-Karriere: Dies ist eine Fahrerkarriere, welche mit einem Freund gespielt werden kann.
- F1 World: In der F1 World kann man seinen eigenen Charakter und sein eigenes Auto erstellen. Das Auto wird mit Upgrades verbessert. Alle Upgrades und Teammitglieder zusammen bilden das Techlevel des Autos. Upgrades bekommt man durch fahren. Zudem gibt es sogenannte Lizenzen, von D-A, wobei A die beste ist. Je sauberer man fährt, desto höhere Lizenzen schaltet man frei und bekommt dadurch in der F1 World mehr Möglichkeiten, genauso kann man sie aber auch verlieren. Zudem kann man sich Ziele erkaufen. Beim Abschluss eines Ziels, bekommt man eine Belohnung, die mindestens den Kaufpreis erstattet. Folgende Modi sind in der F1 World angesiedelt:
  - Serien: In den Serien kann man eine Reihe verschiedener Rennen fahren, welche zusätzlich noch Ziele haben. Dabei fährt man meistens mit den offiziellen F1-Boliden oder dem F1 World-Bolide. Teilweise fährt man aber auch mit den Supercars.
  - Mehrspieler: Im Mehrspieler kann man entweder in Divisions gewerteten oder ungewerteten Rennen gegen andere Spieler antreten. Im gewerteten Modi steht jeweils eine Auswahl an zufälligen Rennen zur Verfügung.
  - Grand Prix: In einem Grand Prix kann man mit den F1-Boliden (2023er), F1 World-Boliden und den F2-Boliden (2022er) einzelne oder mehrere Rennen fahren.
  - Zeitfahren: Beim Zeitfahren fährt man meistens mit dem Ziel, die schnellste Runde in einer Weltrangliste zu erreichen, viele nutzen das Zeitfahren aber auch, um ein Setup zu erstellen. Beim Zeitfahren kann man mit allen verfügbaren/freigeschalteten Autos fahren.

## Braking Point 2
In F1 23 gibt es eine nahezu nahtlose Fortsetzung zu „Braking Point“ aus F1 21.

### Story
In der Session 2022 wurden Aiden Jackson und Devon Butler zusammen für ein neues Team verpflichtet, welches von Davidoff Butler, dem Vater von Devon Butler, finanziert wird. Die erste Session läuft für das Team nicht gut: die Rivalität zwischen den Teamkollegen nimmt zu große Ausmaße.
In der Hälfte der Session 2023 tritt der aktuell Teamchef in den Hintergrund. Stattdessen ist jetzt Casper Ackermann für die sportliche Leistung zuständig, was Aiden von einem Austritt vom Team zurückhält. Zudem wird bei Devon ein Problem mit dem Gehör festgestellt, woraufhin er durch seine Schwester Cally ersetzt wird. Diese hat die F2 2022 gewonnen und hat ein schlechtes Verhältnis zu ihrem Vater. Zudem hat ihr Vater dem Team ein großes Problem gemacht: Wenn das Team nicht Platz 5 in der Konstrukteursweltmeisterschaft erreicht, tritt er als Sponsor zurück. Im letzten Rennen schafft das Team es gerade so auf den 5. Platz.

## Neuerungen
Neben der Aktualisierung der Boliden und Fahrerwerten wurden mit diesem Spiel wieder Rote Flaggen eingeführt. Zudem gibt es eine neue Renndistanz von 35 %, welche einen Ausgleich zwischen Fahrdistanz und Strategie bilden soll.

## Rezeption
F1 23 wurde laut Metacritic überwiegend positiv aufgenommen.
Maci Naeem Cheema lobte bei PC Games die verbesserte Controller-Steuerung sowie den überarbeiteten F1-World-Modus. Auch die neu hinzugefügten Strecken wurden gelobt.

## Liste der Strecken
Alle im Spiel enthaltenen Rennstrecken der Saison 2023:
| Nr. | Land                         | Großer Preis                    | Strecke                            | Ort          |
| --- | ---------------------------- | ------------------------------- | ---------------------------------- | ------------ |
| 1   | Bahrain                      | Großer Preis von Bahrain        | Bahrain International Circuit      | Manama       |
| 2   | Saudi-Arabien                | Großer Preis von Saudi-Arabien  | Jeddah Corniche Circuit            | Dschidda     |
| 3   | Australien                   | Großer Preis von Australien     | Albert Park Circuit                | Melbourne    |
| 4   | Aserbaidschan                | Großer Preis von Aserbaidschan  | Baku City Circuit                  | Baku         |
| 5   | USA                          | Großer Preis von Miami          | Miami International Autodrome      | Miami        |
| 6   | Italien                      | Großer Preis der Emilia-Romagna | Autodromo Enzo e Dino Ferrari      | Imola        |
| 7   | Monaco                       | Großer Preis von Monaco         | Circuit de Monaco                  | Monaco       |
| 8   | Spanien                      | Großer Preis von Spanien        | Circuit de Barcelona-Catalunya     | Barcelona    |
| 9   | Kanada                       | Großer Preis von Kanada         | Circuit Gilles-Villeneuve          | Montreal     |
| 10  | Österreich                   | Großer Preis von Österreich     | Red Bull Ring                      | Spielberg    |
| 11  | Großbritannien               | Großer Preis von Großbritannien | Silverstone Circuit                | Silverstone  |
| 12  | Ungarn                       | Großer Preis von Ungarn         | Hungaroring                        | Budapest     |
| 13  | Belgien                      | Großer Preis von Belgien        | Circuit de Spa-Francorchamps       | Stavelot     |
| 14  | Niederlande                  | Großer Preis der Niederlande    | Circuit Park Zandvoort             | Zandvoort    |
| 15  | Italien                      | Großer Preis von Italien        | Autodromo Nazionale di Monza       | Italien      |
| 16  | Singapur                     | Großer Preis von Singapur       | Marina Bay Street Circuit          | Singapur     |
| 17  | Japan                        | Großer Preis von Japan          | Suzuka International Racing Course | Suzuka       |
| 18  | Katar                        | Großer Preis von Katar          | Losail International Circuit       | Doha         |
| 19  | USA                          | Großer Preis der USA            | Circuit of The Americas            | USA          |
| 20  | Mexiko                       | Großer Preis von Mexiko         | Autódromo Hermanos Rodríguez       | Mexico-Stadt |
| 21  | Brasilien                    | Großer Preis von São Paulo      | Autódromo José Carlos Pace         | São Paulo    |
| 22  | USA                          | Großer Preis von Las Vegas      | Las Vegas Street Circuit           | Las Vegas    |
| 23  | Vereinigte Arabische Emirate | Großer Preis von Abu Dhabi      | Yas Marina Circuit                 | Abu Dhabi    |

Sonstige im Spiel enthaltenen Rennstrecken:
| Nr. | Land                | Großer Preis                | Strecke                            | Ort          |
| --- | ------------------- | --------------------------- | ---------------------------------- | ------------ |
| 1   | Portugal            | Großer Preis von Portugal   | Autódromo Internacional do Algarve | Portimão     |
| 2   | Frankreich          | Großer Preis von Frankreich | Circuit Paul Ricard                | Le Castellet |
| 3   | Volksrepublik China | Großer Preis von China      | Shanghai International Circuit     | Shanghai     |

## Liste der fahrbaren Fahrzeuge

### Moderne Boliden
- Oracle Red Bull Racing (Red Bull Racing RB19)
- Scuderia Ferrari (Ferrari SF-23)
- Mercedes-AMG Petronas Formula One Team (Mercedes-AMG F1 W14 E Performance)
- BWT Alpine F1 Team (Alpine A523)
- McLaren Formula 1 Team (McLaren MCL60)
- Alfa Romeo F1 Team Stake (Alfa Romeo C43)
- Aston Martin Cognizant Formula One Team (Aston Martin AMR23)
- MoneyGram Haas F1 Team (Haas VF-23)
- Scuderia AlphaTauri (AlphaTauri AT04)
- Williams Racing (Williams FW45)